# Haiger
Haiger is een plaats in de Duitse deelstaat Hessen, gelegen in de Lahn-Dill-Kreis. De stad telt 19.258 inwoners.

## Geografie
Haiger heeft een oppervlakte van 106,67 km² en ligt in het centrum van Duitsland, iets ten westen van het geografisch middelpunt.

## Stadsdelen
- Allendorf
- Dillbrecht
- Fellerdilln
- Flammersbach
- Haiger (Kernstadt)
- Langenaubach
- Niederroßbach
- Oberroßbach
- Offdilln
- Rodenbach
- Sechshelden
- Seelbach
- Steinbach
- Weidelbach

Aßlar · Bischoffen · Braunfels · Breitscheid · Dietzhölztal · Dillenburg · Driedorf · Ehringshausen · Eschenburg · Greifenstein · Haiger · Herborn · Hohenahr · Hüttenberg · Lahnau · Leun · Mittenaar · Schöffengrund · Siegbach · Sinn · Solms · Waldsolms · Wetzlar